# 克里沙尼·巴隆斯

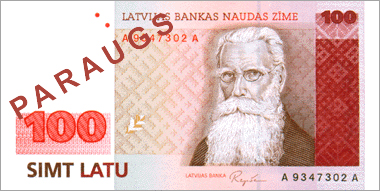
1992年至2013年拉脱维亚流通的货币100拉特纸币上使用的是巴隆斯的肖像。

克里沙尼·巴隆斯（1835年10月31日—1923年3月8日），拉脱维亚民俗学家，民歌收集者，他于1894年至1915年收集整理20多万首民歌，编入《民歌档案柜》（Latvju dainas skapis），被誉为“拉脱维亚民歌之父”。2001年《民歌档案柜》被联合国教科文组织收入《欧洲和北美洲世界记忆名录》。